# Каташинська сільська рада
Каташинська сільська рада — колишній орган місцевого самоврядування у Чечельницькому районі Вінницької області з центром у с. Каташин.

## Населені пункти
Сільській раді були підпорядковані населені пункти:
- с. Каташин
- с. Жабокричка

## Склад ради
Рада складалася з 16 депутатів та голови.